# 1763
Năm 1763 (số La Mã: MDCCLXIII) là một năm thường bắt đầu vào thứ bảy trong lịch Gregory (hoặc một năm thường bắt đầu vào thứ Tư trong lịch Julius chậm hơn 11 ngày).

## Sự kiện
- 15 tháng 2: Hiệp định Hubertusburg kết thúc cuộc Chiến tranh Bảy năm ở châu Âu. Nhà vua nước Phổ Friedrich II Đại Đế giữ được nước.

## Mất
- 11 tháng 7 – Peter Forsskål, nhà tự nhiên học, Đông phương học người Thụy Điển (s. 1732).